# Тисові
Ти́сові (Taxacae) — родина хвойних рослин. Це дерева й кущі до 10—15 (20) м заввишки. Відомо 5 (27 видів) або 6 родів (34 види), поширених у Північній півкулі, окрім роду Austrotaxus, ендеміка Нової Каледонії. У флорі України єдиний представник родини — тис ягідний.

## Опис
Листки чергові або майже супротивні, лінійні, ланцетні. Мікроспорофіли щиткоподібні, з 4—8 мікроспорангіями, зібрані в головчасті шишечки або в складні сережкоподібні «суцвіття». Повітряних пухирців у мікроспор немає. Макроспорофіли не зібрані в шишки, несуть по 1—2 насінні зачатки, розташовані в пазухах лускуватих листочків біля верхівки пагона. Після запліднення з насінного зачатка утворюється насінина з твердою кам'янистою оболонкою. Навколо насінини (від основи) розростається принасінник (арилюс); спочатку він зелений, а потім стає яскраво-червоним (у тиса), м'ясистим і набуває вигляду бокальчика, в який занурена насінина. Молоді пагони і листки тиса містять алкалоїди (зокрема таксин), а тому отруйні для деяких тварин.

## Використання
Деревина тисових дуже цінна (має гарну текстуру, добре полірується). В давні часи з тиса виготовляли високоякісні луки, що було причиною, з одного боку, вирубування тисових лісів на потреби війська, а з другого — заповідання тисових гаїв та заборони знищувати дерева.